# Natchitochia
Natchitochia — вимерлий протоцетидний ранній кит, відомий із середнього еоцену (бартонський період, від 40,4 до 37,2 мільйонів років тому) гірської формації Кука в парафії Натчіточес, штат Луїзіана.
Natchitochia відома з трьох неповних ребер і тринадцяти хребців, з яких чотири грудні, п'ять поперекових, одне крижове, два хвостові та один з невизначеним положенням. Natchitochia значно більша, ніж більшість інших ранніх протоцетид, за винятком Eocetus і Pappocetus. Хребці Natchitochia менші за хребці Eocetus і позбавлені (1) подовженого поперекового центру та (2) вентрального кіля, що видно на хребцях Pappocetus. Ребра менші, ніж у Pappocetus.
Фрагментарний зразок був зібраний у 1943 році під час дослідження ґрунтових вод, а потім відправлений до Національного музею Сполучених Штатів, де Ремінгтон Келлог визначив його як новий рід, але ніколи офіційно не описав його. Ухен 1998 остаточно описав і назвав рід і вид. Родова назва вказує на типову місцевість, а видова — вшановує першовідкривача Пола Х. Джонса.